# Ільф і Петров

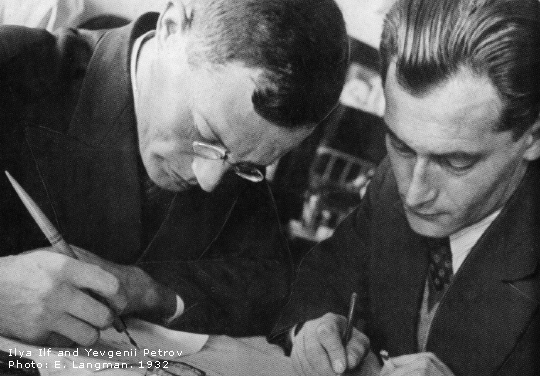
Ільф і Петров

Ільф і Петров — радянські письменники-співавтори Ілля Ільф (Ієхієл-Лейб Арно́льдович Файнзільберг, 1897–1937) і Євген Петров (Євген Петрович Катаєв, 1902–1942). Уродженці міста Одеса. Автори широко відомої у світі дилогії про харизматичного шахрая на ім'я Остап Бендер.

## Твори
Творча співдружність Ільфа і Петрова почалась у 1927 році з роботи над сатиричним романом «Дванадцять стільців», яка здобула популярність серед читачів, але не отримала визнання критиків. У 1931 році було опубліковано його продовження під назвою «Золоте теля». Після виходу другої книги, дилогія отримала міжнародну популярність. Головним героєм обох романів є Остап Бендер — молодий шахрай, що полює на примарні багатства. Дія романів розгортається у післявоєнний період, на сатиричному тлі радянської дійсності. В обох творах автори висміюють зовсім різноманітних людей та їх пороки, майже не торкаючись теми політики і влади. Романи були багато разів екранізовані, у тому числі і за кордном.
Останньою роботою авторів стала повість «Одноповерхова Америка», в якій вони розповіли про свою подорож до США під час Великої депресії. В ній вони задокументували свої пригоди з притаманним їм гумором, а також виклали власні враження про людей, життя та устрій американського суспільства. І не приховували схвальних відгуків відносно того, що їм сподобалося.

## Пам'ять
- 3668 Ільфпетров — астероїд головного поясу, відкритий Людмилою Карачкіною і названий на честь тандему письменників.[1]
- Невеликий пам'ятник Ільфу та Петрову у 2008 році був встановлений у Саду скульптур Одеського літературного музею.
- Також своєрідною даниною письменникам є "Пам'ятник 12-му стільцю", присвяченій однойменному твору письменників. Він встановлений у самому центрі Одеси, на знаменитій Дерибасівській вулиці.
- У місті Кривий Ріг є вулиця Ільфа і Петрова.

## Цікавинки
- Один до одного Ільф і Петров завжди звертались на «Ви».[2]